# Gare centrale d'Uddevalla
La gare centrale d’Uddevalla (suédois : Uddevalla centralstation) est une gare ferroviaire suédoise à Uddevalla.

## Situation ferroviaire
La gare se trouve sur la ligne du Bohus.

## Histoire

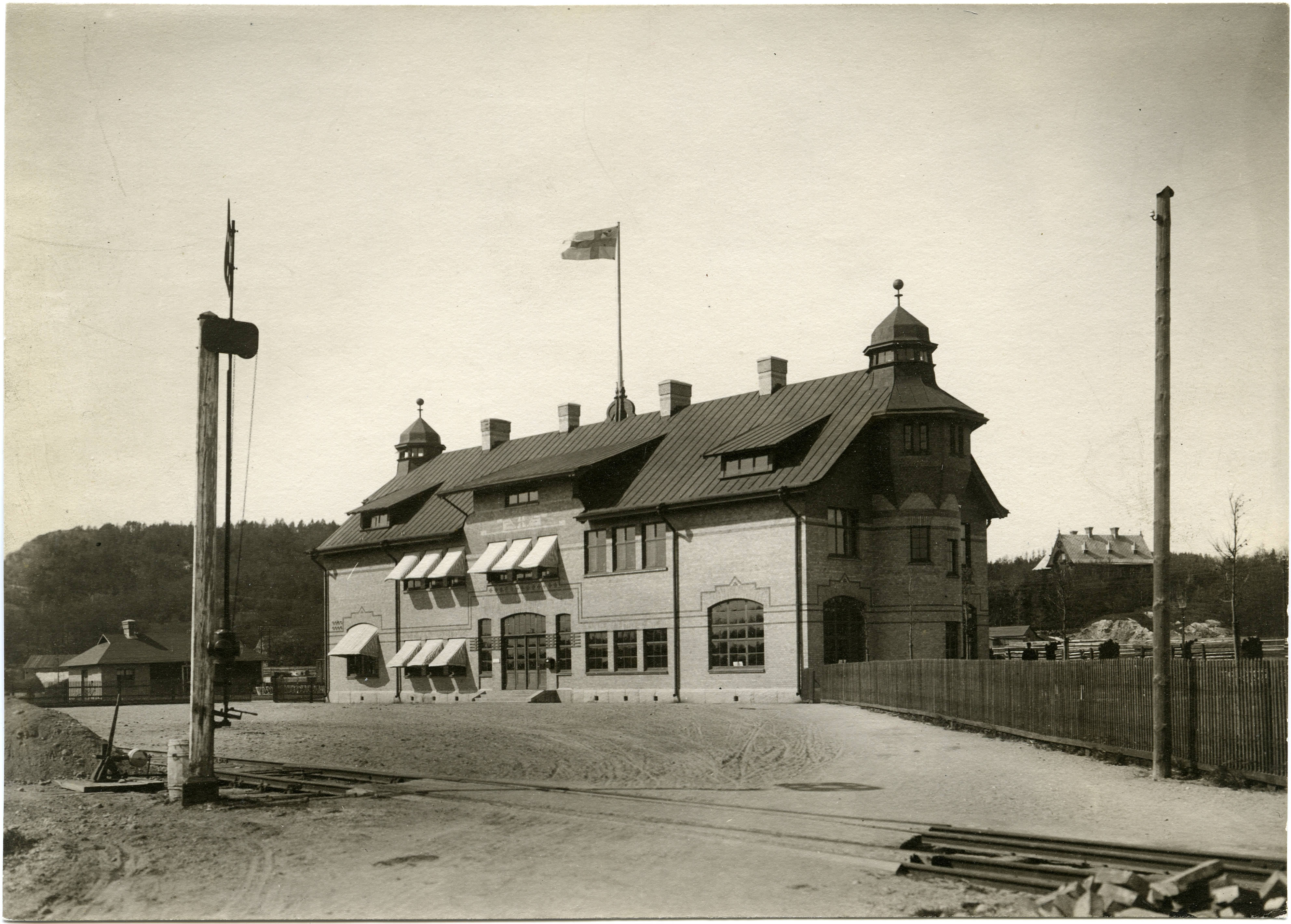
La gare, entre 1903 et 1905

Uddevalla a un service ferroviaire depuis 1867. La gare de cette époque se trouvait au Kampenhof. Une nouvelle gare (l’édifice actuel) date de 1903, ouvrant avec la ligne du Bohus.
Les gares le long de la ligne du Bohus ont tous été construites selon le même plan de l'architecte Folke Zettervall, à l'exception de la station à Uddevalla. La gare à Uddevalla était significativement plus grande que les autres. De la brique cuite solide a été choisi comme matériel de toiture pour résister aux vents violents de la mer. Zettervall a préconisé l'utilisation de matériaux de construction locaux.
Les chambres au rez-de-chaussée ont été regroupées autour du vestibule central avec les salles d'attente d'un côté et des bureaux de l'autre côté. Le niveau supérieur était construit avec des appartements pour le personnel de la gare. En 1992, la gare sera modernisée, avec des nouvelles entrées et l’ajout des nouvelles portes ainsi que la rénovation des toilettes et de la billetterie. La salle d'attente a également reçu un nouvel intérieur en même temps.

## Patrimoine ferroviaire
La gare est déclarée byggnadsminne en 2008, par un processus de nomination qui commence en 1986 .